# دمج الطبيعة في المدينة
على مرّ العقود، تغيرت أدوار الأنهار مرات عديدة كجزء من المدينة من الاستخدام التقليدي لري المحاصيل في الحقول المجاورة، بالإضافة إلى كونها موردًا ضروريًا في إقامة استقرار دائم.
إلا أنه عندما قامت الثورة الصناعية في القرن التاسع عشر، تغير دور الأنهار في المدن وأصبحت موارد أكثر قيمة بكثير لأنها لم تسمح بنقل البضائع من مدينة إلى مدينة فحسب، ولكن أصبحت أيضًا أساسًا لتوسيع البراعة التجارية للمدينة وتحسينها. وتم نقل البضائع من خلال إنشاء شبكة قنوات تنتشر في شتى أرجاء المدينة، والتي تسيطر على الأنهار بصورة كافية، وبالتالي تسمح بحركة البضائع مثل الفحم الحجري ونقله من مكان إلى آخر.
علاوة على ذلك، بعد تطوير شبكة السكك الحديدية والتي تضطلع بمسؤولية نقل البضائع في جميع أنحاء البلد، جعل هذا الأنهار والقنوات في بريطانيا بدون دور فعَّال في شبكة النقل البريطانية. وسمح هذا لمناطق شبكات القنوات والأنهار بأن تصبح ملوثة نتيجة للنفايات الكيماوية وسوء الاستخدام من قِبل العامة، وهو ما تسبب في إحداث صعوبات للحيوانات التي يكون النهر والأراضي الرطبة والمستنقعات المحيطة به مواطن طبيعية لها.
إلا أنه منذ خمسينيات القرن الماضي، كانت هناك زيادة كبيرة في عدد التطورات التي يتم إجراؤها على ضفاف الأنهار، والتي لم تجلب إلى هذه المناطق زيادة في الأموال فحسب، بل أدت إلى إعادة تطوير وتعزيز البيئة الطبيعية أيضًا، إلى جانب زيادة الصفات الجمالية لهذه المناطق بشكل عام.
وهنالك المزيد من الأمثلة على هذه التطورات والتي من بينها جزيرة بيدي في مدينة ليستر ودوكلاندز في لندن.

## ليستر

### جزيرة بيدي
تقع جزيرة بيدي  على مساحة 130000 متر مربع، وعلى بعد 1.5 ميل (2.4 كم) خارج منطقة الأعمال المركزية الخاصة بمدينة ليستر. وهي تعتبر منطقة من ضمن الأراضي المهجورة المهملة الواقعة بين نهر سور بالغرب وقناة غراند يونيون بالشرق. وهي تعتبر منطقة خربة تعاني من تدهور الأحياء الداخلية، إذ أنه يصعب الوصول إلى مكانها بالطرق البرية، وبالتالي فهي ليست صناعية بصورة كبيرة. ومعظم مناطق جزيرة بيدي تُستخدم كساحات خردة، والتي تؤدي إلى حدوث تلوث ضوضائي إلى جانب انبعاث الأسبستوس في الهواء الجوي. وقد تأسست مشاريع سيتي تشالنج في عام 1993 للمساعدة في إعادة تطوير الجوانب الاجتماعية والاقتصادية والبيئية المتمثلة في 30 مشروعًا للمدينة. وحسنت شراكة سيتي تشالنج البيئة الطبيعية للمدينة بشكل كبير، من خلال تنظيف ضفاف الأنهار وجعلها أكثر جاذبية، فضلاً عن إعادة هندمة ضفاف نهر سور وتنويع مواطن الحياة البرية من خلال زراعة الشجيرات والأشجار.

### المتنزهات
لقد حاول المجلس دمج الطبيعة في المدينة من خلال مشاريع المشاركة العامة. وتهدف هذه المشاريع إلى تشجيع السكان المحليين وتوعيتهم للمساعدة في الحفاظ على المساحات الخضراء الموجودة، مثل حياة المتنزهات.
ومرة أخرى، يُعد مجلس مدينة ليستر مثالاً على منطقة حققت ذلك بنجاح، ونالت الإعجاب والتقدير لمجهوداتها من خلال حصولها على جوائز جرين فلاج (Green Flag) في عام 2005. وتتضمن الإستراتيجيات المستخدمة من أجل إنجاز هذه المهام ما يلي:
- مشروع رعاية قيمته 50 جنيهًا إسترلينيًا، حيث تقوم المؤسسات التجارية المحلية والجمهور العام بزراعة المزيد من الأشجار في المتنزهات القريبة، وخاصة في أسبوع زراعة الأشجار.
- مطالبة المدارس في المجتمع المحلي باصطحاب أطفالهم للمساعدة في زراعة بصيلات النباتات، إلى جانب تشذيب المساحات الخضراء.
- القيام بالمزيد من المبادرات للفوز بالألقاب والاحتفاظ بها، مثل الفوز في عام 2005 بمسابقة «بريتين إن بلووم» (Britain in Bloom).
- قام العاملون بالمتنزه أيضًا بتعيين عدد من المراقبين وإنشاء حظائر مسيجة وعرائش قرميد حرفية، من أجل حماية العديد من أنواع الطيور المختلفة أثناء موسم التكاثر.
- السماح للسكان المحليين بالمشاركة في الأنشطة الاحتفالية، مثل زراعة الزهور وقطف مجموعات أزهارهم أو شراء صندوق عش طير (الحب)، الذي يوجد في المتنزه باسم المحبوب من أجل مهاداته إياه في عيد الحب.
- تشجيع المواطنين على أن يصبحوا حراس المتنزه المتطوعين من أجل مجتمعاتهم المحلية.

## دوكلاندز في لندن
كانت دوكلاندز في لندن حتى ستينيات القرن الماضي أكبر ميناء في المملكة المتحدة، إذ كان يعمل فيه خلال وقت ذروته ما يصل إلى 50000 عامل. إلا أنه بسبب تدميرها بسبب القصف أثناء الحرب العالمية الثانية وإدخال حاويات الشحن في السبعينيات من القرن الماضي، والتي لم تتكيف أحواض السفن في لندن بشكل ملائم معها. وأدى رفض اعتبار لندن ميناء للشحن إلى إهمال منطقة دوكلاندز، إلى جانب فقد ما يزيد على 200000 وظيفة. إلا أنه قد تم تأسيس مؤسسة تطوير دوكلاند لندن في عام 1981 بغية المساعدة في إعادة إعمار أراضي دوكلاندز من خلال تطوير شقق جديدة راقية بمحاذاة النهر وتحويل مستودعات الواجهة المائية إلى أماكن سكنية ومجمعات مكاتب جديدة، مثل كناري وارف. وثمة جانب آخر من خطة تطوير إعادة إعمار أراضي دوكلاندز (LDDC) ألا وهو زيادة جاذبية المنطقة ككل، من خلال زراعة الأشجار وإنشاء ساحات مجتمعية للمساعدة في تشجيع جموع المواطنين على التفاعل مع البيئة الطبيعية.
وخلاصة القول، لقد تغير دور الأنهار وهذه معلومة صحيحة، لأنه تغير من مجرد استخدامه في الري إلى وسيلة لنقل البضائع من خلال شبكات القنوات. وبرغم ذلك، فقد تغير هذا الدور مرة أخرى الآن ليصبح أكثر تجارية، كطريقة لجعل المنازل الجديدة أكثر جاذبية من خلال تضمينها في نطاق منظر الضفاف النهرية. 
وهذا يظهر أن الأنهار في المناطق الحضرية كانت دائمًا موردًا مهمًا وقيّمًا.

## مدينة نيويورك
لقد تم دمج الطبيعة والبيئة في حياة المدينة من خلال استخدام مشروعات تشجير المجتمع المحلي. وحدائق المجتمع المحلي هي عبارة عن قطع أراضٍ تم تخصيصها للاستخدام كحصص زراعية. وبشكل عام، كانت الاستجابة المؤسسية لبستنة المجتمع المحلي تدريجية، مثل التوزيع المحدود للمساحات الخضراء. وتوفر حكومات البلديات الأراضي العامة لمؤسسات الأحياء والهيئات الخاصة على السواء، والذين يقومون بتأجيرها على أساس مؤقت، عادةً ما يكون عامًا واحدًا. وقد أجبر الضغط الشعبي واسع النطاق بعض وكالات المدينة على تمديد عقود إيجارها لبضعة سنوات. 
لا تقدِّم عملية بستنة المجتمع المحلي طعامًا صحيًا قريبًا من الطعام المنزلي فحسب، بل إنها تغرس أيضًا روح الجماعة بين الجيران. وتشير العديد من الاستقصاءات إلى أن سبب مشاركة المواطنين في بستنة المجتمع المحلي هو استمتاعهم بفرصة لقاء أشخاص جدد إلى جانب تكوين صداقات. وتتضمن العديد من حدائق المجتمع المحلي أماكن مناسبة للأنشطة الترفيهية الاجتماعية - التعريشات، وطاولات الجلوس بالحدائق، والمقاعد، وأماكن للشواء. ويمكِّن الشعور المتنامي تجاه المجتمع المحلي المعزز من قِبل المتنزهات العامة المعاصرة سكان الحي ويقوي أيضًا صحتهم الاجتماعية والجسدية والعقلية. وقد تحولت قطعة الأرض الشاغرة إلى حديقة مجتمعية ممتلئة بمحاصيل الخضروات اليانعة والزهور المتفتحة أو ألوان رسومات نابضة بالحياة على جدار المبنى المتهدم، وسريعًا وبطريقة سحرية، تم تحويل صورة المنطقة الحضرية المتهدمة.
وتُعد مدينة نيويورك موطنًا لمنظومة تتألف من حوالي 750 حديقة مجتمعية تم زراعتها منذ منتصف السبعينيات من القرن الماضي في قطع الأراضي الشاغرة المملوكة للمدينة، وذلك في الأحياء المنخفضة إلى المتوسطة الدخل. بعد وجودها لأكثر من 20 عامًا، أصبح يُنظر إلى العديد من الحدائق المجتمعية من قِبل شركات التنمية المجتمعية باعتبارها جانبًا أساسيًا في «بناء المجتمع.»... وعلى الرغم من هذا الاعتراف المتزايد بأهميتها، فإن سيطرة هذه الحدائق على أراضيها غير محددة المعالم بشكل كبير للغاية. فالغالبية العظمى تتمتع باتفاقات ترخيص قصيرة الأمد مع برنامج Green Thumb الخاص بتطوير المتنزهات. وكشف استقصاء ACGA الذي أجري في عام 1997 بواسطة مونرو وسانتوس أن أقل من 2 في المائة من الحدائق المجتمعية يعتبرها مديروها دائمة.
ونظرًا لكون الجانب الذي يحمل عنوان «الطبيعة في المدينة» فعَّالاً للغاية، قامت الوكالات الحكومية المشاركة بوضع خطط لتنفيذ المزيد من الحدائق المجتمعية، أي إنشاء المزيد من الحدائق والمساعدة في أن تصبح دائمة.
وتتضمن أعمالها المرجوة ما يلي:
- الحصول على المزيد من الأراضي وإنشاء حالة من الاستقرار طويل الأمد للحدائق المجتمعية من خلال شراء الأراضي وإبرام عقود طويلة الأمد أو اتفاقات أخرى.
- زيادة دعم الحدائق المجتمعية من خلال عقد شراكات مع الوكالات الحكومية، وجماعات الحي، والشركات التجارية، والمنظمات المدنية وتلك المعنية بالبستنة.
- دمج الحدائق المجتمعية في المساحات المفتوحة الموجودة بالقرب من مناطق الكثافة السكانية العالية، التي لا يوجد بها حاليًا مساحات لإنشاء حديقة مجتمعية، في حين يتم تحقيق توازن بين احتياجات المساحات المفتوحة الأخرى.
- تقديم موارد واتفاقات إدارية تمكِّن المجموعات المعنية بالبستنة المجتمعية من إدارة الحدائق بقدر الإمكان.

## سنغافورة

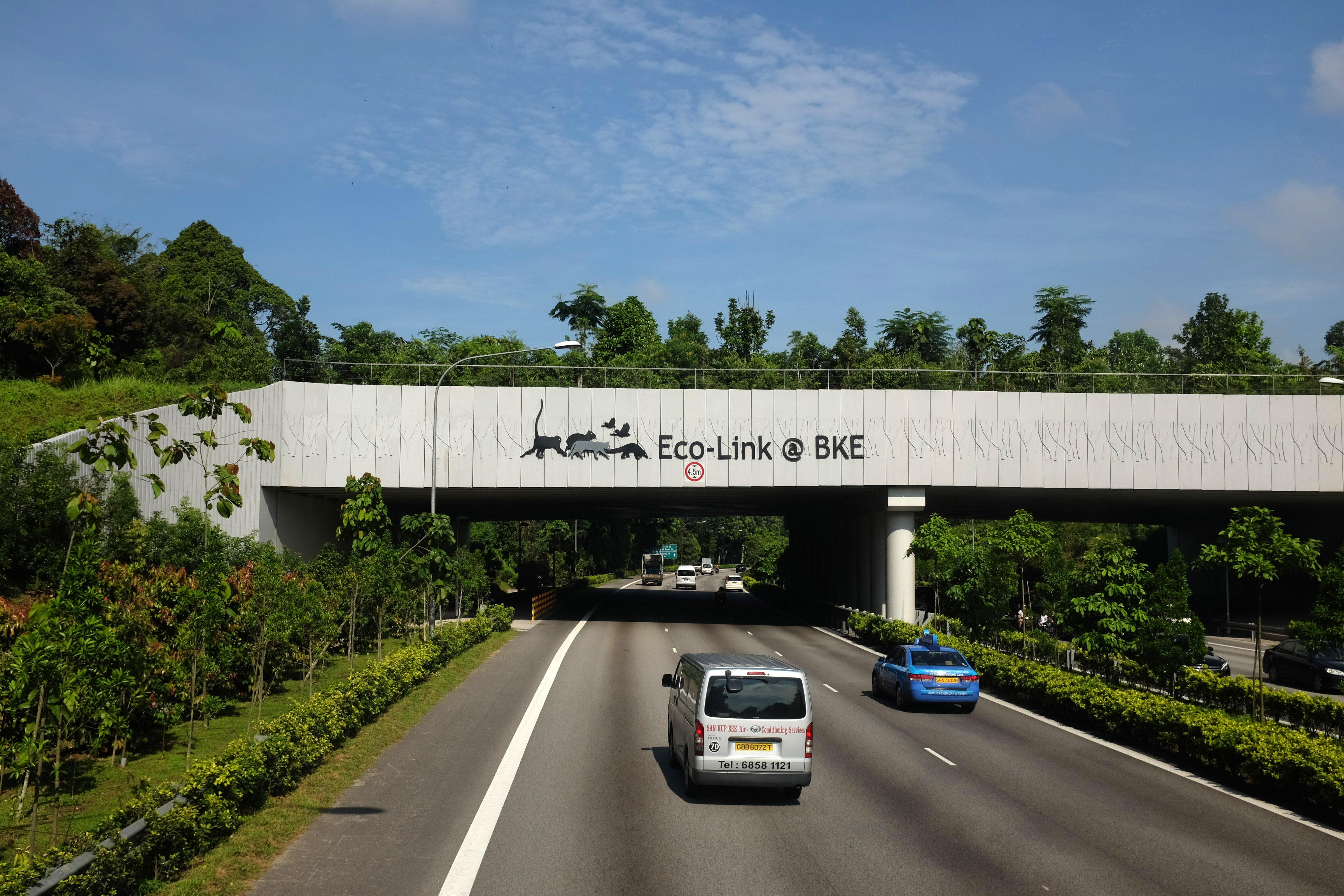
المعروض هوEco-Link@BKE، وهو جسر بيئي في سنغافورة يربط بين محمية بوكيت تيماه الطبيعية ومحمية مستجمعات المياه المركزية الطبيعية.

### المتنزهات والحدائق
يوجد في سنغافورة ما يزيد عن 42 متنزهًا وحديقة بالمدينة وفي المناطق المحيطة بها مثل متنزه وودلاندز ومحمية بوكيت تيماه الطبيعية. وقد تم تصميم متنزه وودلاندز على الطراز التقليدي لملايو/الصين. ويوجد نهر يمر عبر المتنزه وأسفل مشروع المجلس؛ وتم توسيع جزء من النهر لتشكيل بحيرة. ويوجد عدد من أماكن الجذب، بما في ذلك ملعب ومدرج. وتقع محمية بوكيت تيماه الطبيعية على بعد 12 كم من وسط المدينة، وتشغل مساحة نحو 1.64 كيلومتر مربع. وتحتوي على غابات مطيرة رئيسية. وتتضمن المحمية الطبيعية هذه أنواع أشجار متنوعة أكثر من تلك الموجودة في بلدان أمريكا الشمالية بأكملها. كما توجد محميات طبيعية أخرى مثل؛ محمية سانجي بولوه الطبيعية التي تحتوي على غابات مانغروف والمستنقعات والبرك ومزارع الجمبري. وتغطي المتنزهات والحدائق والمحميات الطبيعية العديد من جوانب الطبيعة وكلها موجودة في مدينة واحدة.

### المنظمات والمشاريع والخطط
يوجد لدى سنغافورة العديد من هيئات الرصد البيئية (المعروفة باسم بيكامس) واللجان التي تهتم بالبيئة داخل سنغافورة. وتعتبر جمعية حماية الطبيعة في سنغافورة (Nature Society Singapore) لجنة معنية بحفظ الموارد، وتعزز التوعية الجماهيرية تجاه الحفاظ على الموارد الطبيعية، وتجري استقصاءات خاصة بالتنوع البيولوجي، تقدِّم بيانات لجمعية حماية الطبيعة من أجل المساعدة في وضع الخطط والمشروعات. ويوجد لدى سنغافورة برنامج إدارة الأشجار التابع للمجلس الوطني المعني بالمتنزهات الذي يشجع الشعور بملكية الأشجار ورعايتها من قِبل المواطنين. ويتم انتقاء الأشجار المتراصة على جانبي الطريق بعناية لتحديد مدى ملاءمتها للطريق. ويعتبر البقاء والاستقرار هما أساس الاختيار. ويتم تشذيب النباتات لكي تبدو منسقة وخلابة. ويتم تنفيذ عمليات معاينة للأشجار، والتي من خلالها يتم تسجيل صحة الأشجار في قاعدة بيانات، وبالتالي يوجد سجل محفوظات كامل للأشجار التي تمت معالجتها في سنغافورة، إضافة إلى وقت معالجتها. ويوجد لدى سنغافورة أيضًا مخطط أخضر لعام 2012. ولقد وضع في عام 2002، وهو مخطط مدته 10 أعوام يستهدف إنشاء بيئة مستدامة للأجيال المستقبلية. وتُمنح الجوائز للمنظمات والأفراد الذين يقومون مساهمات بارزة تجاه الحماية والرعاية البيئية. ويتم تدريب القوة العاملة الكبيرة التي تعتني بالحدائق الحالية، إلى جانب أولئك الذين ينفذون مشاريع جديدة.